# Scottish Football League Second Division (2009/2010)
Rozgrywki Scottish Football League Second Division w sezonie 2009/2010 odbywają się po raz piętnasty w obecnym formacie z dziesięcioma zespołami. Awans do Scottish Football League First Division uzyskał Stirling Albion i po barażu Cowdenbeath.

## Awanse i spadki po sezonie 2008/2009

### First & Second Division
Spadek z First Division do Second Division
- Clyde

Awans z Second Division do First Division
- Raith Rovers
- Ayr United

### Second & Third Division
Spadek z Second Division do Third Division
- Queen’s Park
- Stranraer

Awans z Third Division do Second Division
- Dumbarton
- Stenhousemuir
- Cowdenbeath F.C.[1]

## Tabela
| Lp. | Drużyna                | M  | Z  | R  | P  | B+ | B- | +/– | Pkt | Awans, kwalifikacja lub spadek |
| --- | ---------------------- | -- | -- | -- | -- | -- | -- | --- | --- | ------------------------------ |
| 1   | Stirling Albion (M, A) | 36 | 18 | 11 | 7  | 68 | 48 | +20 | 65  | awans do First Division        |
| 2   | Alloa Athletic (B)     | 36 | 19 | 8  | 9  | 49 | 35 | +14 | 65  | First Division play-offs       |
| 3   | Cowdenbeath (B, O, A)  | 36 | 16 | 11 | 9  | 60 | 41 | +19 | 59  | First Division play-offs       |
| 4   | Brechin City (B)       | 36 | 15 | 9  | 12 | 47 | 42 | +5  | 54  | First Division play-offs       |
| 5   | Peterhead              | 36 | 15 | 6  | 15 | 45 | 49 | −4  | 51  |                                |
| 6   | Dumbarton              | 36 | 14 | 6  | 16 | 49 | 58 | −9  | 48  |                                |
| 7   | East Fife              | 36 | 10 | 11 | 15 | 46 | 53 | −7  | 41  |                                |
| 8   | Stenhousemuir          | 36 | 9  | 13 | 14 | 38 | 42 | −4  | 40  |                                |
| 9   | Arbroath (B, S)        | 36 | 10 | 10 | 16 | 41 | 55 | −14 | 40  | Second Division play-offs      |
| 10  | Clyde (S)              | 36 | 8  | 7  | 21 | 37 | 57 | −20 | 31  | spadek do Third Division       |

## Wyniki
| Gospodarz \ Gość | ALO | ARB | BRE | CLY | COW | DUM | EFI | PET | STE | STI | ALO | ARB | BRE | CLY | COW | DUM | EFI | PET | STE | STI |
| ---------------- | --- | --- | --- | --- | --- | --- | --- | --- | --- | --- | --- | --- | --- | --- | --- | --- | --- | --- | --- | --- |
| Alloa Athletic   |     | 0–1 | 2–1 | 2–0 | 2–1 | 1–3 | 0–0 | 1–0 | 1–4 | 1–0 |     | 1–0 | 2–3 | 2–2 | 3–1 | 1–2 | 2–0 | 2–1 | 2–1 | 2–1 |
| Arbroath         | 2–2 |     | 1–4 | 0–3 | 0–1 | 3–1 | 0–1 | 0–1 | 0–3 | 3–4 | 0–0 |     | 1–0 | 2–0 | 1–1 | 3–1 | 2–2 | 1–4 | 1–1 | 2–4 |
| Brechin City     | 2–1 | 0–0 |     | 2–2 | 3–1 | 3–1 | 3–2 | 3–0 | 1–0 | 1–0 | 1–1 | 0–2 |     | 3–1 | 3–3 | 0–1 | 1–0 | 1–2 | 2–2 | 1–1 |
| Clyde            | 0–1 | 1–0 | 1–0 |     | 0–1 | 0–2 | 1–3 | 1–3 | 2–1 | 0–1 | 0–2 | 0–2 | 0–3 |     | 1–2 | 4–2 | 2–1 | 3–1 | 0–2 | 1–2 |
| Cowdenbeath      | 1–1 | 1–2 | 0–0 | 1–0 |     | 2–1 | 2–1 | 5–0 | 2–1 | 1–2 | 1–1 | 2–1 | 4–0 | 3–1 |     | 0–0 | 6–2 | 1–3 | 1–0 | 3–3 |
| Dumbarton        | 1–3 | 1–0 | 0–0 | 3–3 | 0–3 |     | 0–3 | 1–0 | 0–0 | 2–3 | 3–1 | 0–2 | 0–1 | 3–3 | 2–1 |     | 0–1 | 1–2 | 2–1 | 2–4 |
| East Fife        | 0–2 | 1–1 | 2–0 | 1–0 | 1–1 | 0–1 |     | 1–2 | 2–1 | 1–2 | 0–1 | 3–1 | 2–0 | 1–1 | 2–2 | 2–3 |     | 3–0 | 1–1 | 0–3 |
| Peterhead        | 0–0 | 1–2 | 1–0 | 2–0 | 0–2 | 1–2 | 1–1 |     | 2–2 | 3–2 | 2–0 | 3–0 | 0–3 | 0–0 | 1–0 | 2–1 | 3–1 |     | 0–1 | 1–1 |
| Stenhousemuir    | 1–0 | 3–0 | 1–1 | 1–0 | 0–2 | 0–3 | 1–1 | 2–0 |     | 1–2 | 0–2 | 1–1 | 1–2 | 0–3 | 0–0 | 1–0 | 1–1 | 1–1 |     | 1–3 |
| Stirling Albion  | 0–1 | 2–2 | 1–0 | 1–1 | 2–2 | 2–2 | 3–0 | 2–1 | 0–0 |     | 0–3 | 2–2 | 6–2 | 1–0 | 1–0 | 1–2 | 3–3 | 2–0 | 1–1 |     |

## First Division play-offs
Cowdenbeath wygrał w dwumeczu z Brechin City finał baraży o miejsce w Scottish Football League First Division na sezon 2010/2011, rozegrany między trzema drużynami Scottish Football League Second Division i jedną ze Scottish Football League First Division.
|  | Półfinał | Półfinał       | Półfinał | Półfinał     | Półfinał |   |   | Finał       | Finał | Finał | Finał | Finał |  |
|  |          |                |          |              |          |   |   |             |       |       |       |       |  |
|  | 3        | Cowdenbeath    | 2        | 1            | 3        |   |   |             |       |       |       |       |  |
|  | 3        | Cowdenbeath    | 2        | 1            | 3        |   |   |             |       |       |       |       |  |
|  | 2        | Alloa Athletic | 1        | 0            | 1        |   |   |             |       |       |       |       |  |
|  | 2        | Alloa Athletic | 1        | 0            | 1        |   | 3 | Cowdenbeath | 0     | 3     | 3     |       |  |
|  |          |                |          |              |          |   | 3 | Cowdenbeath | 0     | 3     | 3     |       |  |
|  |          |                | 4        | Brechin City | 0        | 0 | 0 |             |       |       |       |       |  |
|  | 4        | Brechin City   | 4        | Brechin City | 0        | 0 | 0 | 1           | 2     | 3     |       |       |  |
|  | 4        | Brechin City   |          |              |          |   |   |             |       | 3     |       |       |  |
|  | 9        | Airdrie United | 1        | 0            | 1        |   |   |             |       |       |       |       |  |

| 5 maja 2010 | Cowdenbeath       | 1:1   | Alloa Athletic    |                                                              |
| 20:45       | John Dempster 90' | (0:1) | 16' David Gormley | Central Park, Cowdenbeath Widzów: 578 Sędzia: George Salmond |

| 8 maja 2010 | Alloa Athletic | 0:2   | Cowdenbeath                           |                                                            |
| 16:00       |                | (0:0) | 59' Gareth Wardlaw · 82' Paul McQuade | Recreation Park, Alloa Widzów: 1234 Sędzia: Crawford Allan |

| 5 maja 2010 | Brechin City                               | 2:1   | Airdrie United    |                                                      |
| 20:45       | Rory McAllister 10' · Charlie King 45' (k) | (2:1) | 15' Scott Gemmill | Glebe Park, Brechin Widzów: 583 Sędzia: Brian Winter |

| 8 maja 2010 | Airdrie United | 0:1   | Brechin City        |                                                             |
| 16:00       |                | (0:0) | 61' Rory McAllister | Excelsior Stadium, Airdrie Widzów: 1156 Sędzia: Euan Norris |

| 12 maja 2010 | Cowdenbeath | 0:0   | Brechin City |                                                               |
| 20:45        |             | (0:0) |              | Central Park, Cowdenbeath Widzów: 1119 Sędzia: Stephen Finnie |

| 16 maja 2010 | Brechin City | 0:3   | Cowdenbeath                             |                                                    |
| 16:00        |              | (0:3) | 17' Joe Mbu · 25', 45+4' Gareth Wardlaw | Glebe Park, Brechin Widzów: 1627 Sędzia: Alan Muir |

## Second Division play-offs
Forfar Athletic wygrał w dwumeczu z Arbroath finał baraży o miejsce w Scottish Football League Second Division na sezon 2010/2011, rozegrany między trzema drużynami Scottish Football League Third Division i jedną ze Scottish Football League Second Division.
|  | Półfinał | Półfinał           | Półfinał | Półfinał        | Półfinał |   |   | Finał    | Finał | Finał | Finał | Finał |  |
|  |          |                    |          |                 |          |   |   |          |       |       |       |       |  |
|  | 3        | East Stirlingshire | 0        | 2               | 2        |   |   |          |       |       |       |       |  |
|  | 3        | East Stirlingshire | 0        | 2               | 2        |   |   |          |       |       |       |       |  |
|  | 2        | Forfar Athletic    | 1        | 2               | 3        |   |   |          |       |       |       |       |  |
|  | 2        | Forfar Athletic    | 1        | 2               | 3        |   | 9 | Arbroath | 0     | 0     | 0     |       |  |
|  |          |                    |          |                 |          |   | 9 | Arbroath | 0     | 0     | 0     |       |  |
|  |          |                    | 2        | Forfar Athletic | 0        | 2 | 2 |          |       |       |       |       |  |
|  | 4        | Queen’s Park       | 2        | Forfar Athletic | 0        | 2 | 2 | 0        | 2     | 2     |       |       |  |
|  | 4        | Queen’s Park       |          |                 |          |   |   |          |       | 2     |       |       |  |
|  | 9        | Arbroath           | 4        | 2               | 6        |   |   |          |       |       |       |       |  |

| 5 maja 2010 | East Stirlingshire | 0:1   | Forfar Athletic   |                                                                   |
| 20:45       |                    | (0:0) | 84' Ross Campbell | Ochilview Park, Stenhousemuir Widzów: 745 Sędzia: Scott MacDonald |

| 8 maja 2010 | Forfar Athletic                       | 2:2   | East Stirlingshire    |                                                       |
| 16:00       | Jamie Bishop 4' · Stephen Tulloch 82' | (1:0) | 49', 76' Andy Rodgers | Station Park, Forfar Widzów: 487 Sędzia: David Somers |

| 5 maja 2010 | Queen’s Park | 0:4   | Arbroath                                                            |                                                       |
| 20:45       |              | (0:2) | 24' Robbie Ross · 45' Jamie Redman · 53' Ian Nimmo · 68' Ewan Moyes | Hampden Park, Glasgow Widzów: 651 Sędzia: Colin Brown |

| 8 maja 2010 | Arbroath                                | 2:2   | Queen’s Park                               |                                                                |
| 20:45       | Marc McCulloch 3' · Mitch Megginson 15' | (2:0) | 57' Michael Daly · 82' (sam.) Alan Rattray | Gayfield Park, Arbroath Widzów: 588 Sędzia: Dr John McKendrick |

| 12 maja 2010 | Arbroath | 0:0   | Forfar Athletic |                                                            |
| 20:45        |          | (0:0) |                 | Gayfield Park, Arbroath Widzów: 1027 Sędzia: Steven McLean |

| 16 maja 2010 | Forfar Athletic                            | 2:0   | Arbroath |                                                       |
| 16:00        | Martyn Fotheringham 5' · Bryan Deasley 90' | (1:0) |          | Station Park, Forfar Widzów: 2207 Sędzia: Iain Brines |

## Najlepsi strzelcy
| Bramki | Strzelcy               | Drużyna        |
| ------ | ---------------------- | -------------- |
| 21     | Rory McAllister        | Brechin City   |
| 16     | Gareth Wardlaw         | Cowdenbeath    |
| 15     | Paul McManus           | East Fife      |
| 12     | Paul McQuade           | Cowdenbeath    |
| 11     | Martin Bavidge         | Peterhead      |
| 11     | Charles Alexander King | Brechin City   |
| 10     | Scott Chaplain         | Dumbarton      |
| 10     | Stuart Noble           | Alloa Athletic |
| 10     | Willie Sawyers         | Clyde          |